# 8,8 cm PaK
I cannoni 8,8 cm PaK (Panzerabwehrkanone - cannone controcarri) furono progettati e costruiti negli ultimi anni della Seconda guerra mondiale in Germania per permettere alle bocche da fuoco contraeree da 88 mm di operare nel ruolo controcarri, in cui avevano già dimostrato la loro validità, utilizzando affusti più consoni alle particolari esigenze. Alcune di queste bocche da fuoco furono adattate per l'impiego su carri armati o cacciacarri.

## L'origine
Fin dalla Guerra di Spagna i cannoni contraerei da 88 mm (8,8 cm FlaK 18) erano stati impiegati nel ruolo controcarri con risultati molto soddisfacenti. I risultati ottenuti in Spagna spinsero l'Ispettorato per gli Armamenti (Waffenamt) tedesco a sviluppare un cartoccio proietto con funzioni anticarro (PzGr 39 8,8 cm) per queste bocche da fuoco fino dal 1939. Nella seconda guerra mondiale il primo impiego di questi cannoni nel ruolo controcarri avvenne ad Arras ad opera della 7. Panzer-Division contro i carri britannici Mk II Matilda, con risultati più che soddisfacenti.
L'uso degli 8,8 cm FlaK 18 e FlaK 36 come cannone controcarri ebbe un larghissimo impiego in Nord Africa, dove rappresentarono il maggiore spauracchio per le forze corazzate britanniche.
Tuttavia l'affusto utilizzato per i cannoni contraerei non era il più adatto per un utilizzo controcarri, in quanto il piedistallo (necessario per dare ai cannoni contraerei l'alzo fino a 85°) aveva due effetti negativi per un cannone controcarri:
- aumentava l'altezza globale (e quindi la visibilità) del pezzo (2,4 m, escluso lo scudo)
- aumentava il momento ribaltante contrastato dalla crociera di base all'atto dello sparo

Sulla base di queste necessità la Krupp modificò il cannone 8,8 cm FlaK 37 realizzando così il primo dei cannoni da 88 mm destinati esclusivamente all'impiego controcarri.

## 8,8 cm PaK 43
Il nuovo cannone della Krupp era sempre su affusto a crociera (kreuzlafette), ma con una capacità di tiro in elevazione ridotta, da -8 a 40°. In questo modo, una volta tolte le ruote e abbassato l'affusto, il cannone aveva una capacità di tiro in direzione per 360°, tuttavia, a differenza degli analoghi cannoni contraerei, il PaK 43 poteva sparare dall'affusto tenendolo sulle ruote (cosa che riduceva notevolmente il tempo per la messa in batteria del pezzo), limitando il campo di tiro a 30° da entrambi i lati dell'asse della trave principale della crociera. Inizialmente le ruote erano fornite di pneumatici, ma in seguito, a causa della scarsezza di gomma, questi furono sostituiti da gomme piene.
La riduzione dell'altezza del piedistallo, e, in genere, di tutta la struttura faceva sì che il pezzo in ordine di marcia fosse alto solo 2 m, mentre in batteria (con l'affusto privo di ruote) scendeva 1,5 m. I limiti di questo cannone erano il peso di 5 t (che, comunque, era nettamente inferiore a quello di altri cannoni di calibro similare)
e la lunghezza in ordine di marcia di 9,15 m che ne rendevano difficoltosa la messa in batteria. Tuttavia, considerando che il pezzo poteva impegnare le forze corazzate nemiche anche da 3000 m l'uso migliore che se ne poteva fare era appostarlo dietro le linee in posizioni fisse o semipreparate. Una volta posto in batteria il pezzo poteva essere stabilizzato con quattro spine fatte passare attraverso le estremità delle travi della crociera e infisse nel terreno.
Il meccanismo dell'otturatore era a scorrimento orizzontale come quello degli 88 FlaK ed il meccanismo di accensione era elettrico, per potere inserire controlli di sicurezza sul fuoco (limitando l'elevazione con cui si poteva sparare in certe direzioni), per evitare che l'otturatore, durante il rinculo, urtasse le travi della crociera dell'affusto. All'estremità della bocca era adattato un freno di bocca a due uscite, del modello usato generalmente sui cannoni tedeschi.
Il cannone poteva utilizzare proiettili HE (alto esplosivo), utilizzando il pezzo come artiglieria campale in appoggio della fanteria, con il cartoccio proietto HE aveva una gittata massima di 21.000 m ed una velocità di uscita del proietto dalla bocca di 968 m/s. Il alternativa alla granata HE poteva usare la PzGr 40 (Panzergranate 40 - proiettile controcarri), che era tecnicamente un proiettile perforante a nocciolo duro, cioè in cui il nucleo del proiettile era in carburo di tungsteno (WC) entro un blocco di acciaio dolce. In questo modo la perforazione del bersaglio avveniva tramite l'energia cinetica del nocciolo (data l'elevata densità del tungsteno), ma la carica poteva essere tenuta entro limiti ragionevoli (un proiettile completamente in lega di tungsteno del volume di quello usato in questo cannone avrebbe avuto un peso eccessivo ed avrebbe richiesto una carica di lancio tale da far esplodere la canna del pezzo), la velocità alla bocca di questi proiettili era di 1200 m/s. Un proietto HEAT (a carica cava) per questo cannone rimase in stato di progetto fino al 1945 e non fu mai realizzato.

## 8,8 cm PaK 43/41

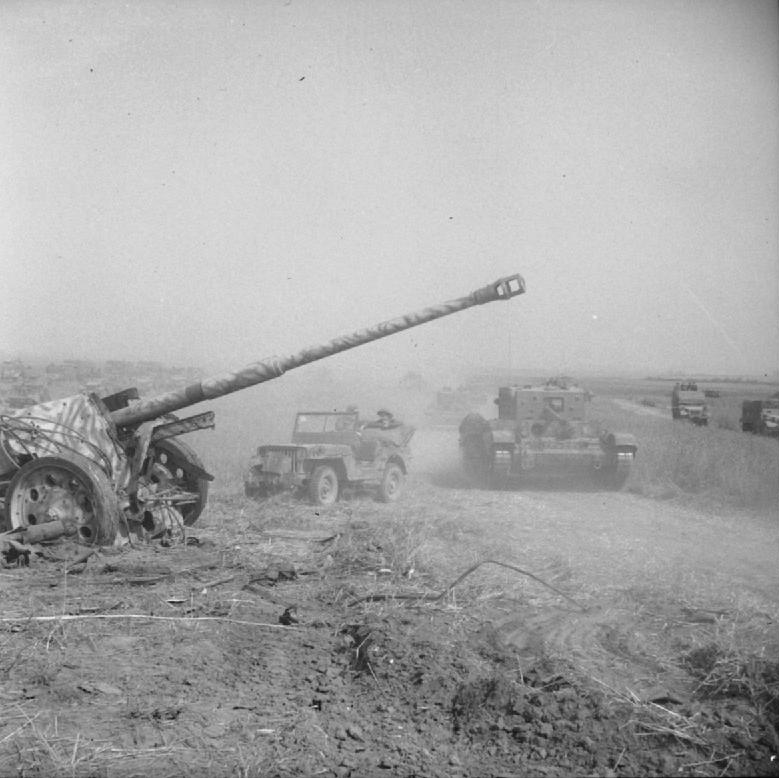
Cannone 8,8 cm PaK 43/41 con un carro Mk VIII Cromwell sullo sfondo, 8 agosto 1944 (Operazione Totalise)

Le caratteristiche del PaK 43 erano devastanti per tutti i carri occidentali e per i T-34 sovietici, ma i carri pesanti sovietici, e in particolare le nuove serie JS, richiedevano che i pezzi controcarro fossero portati a una minore distanza d'ingaggio. La soluzione per poter operare a distanze più brevi dai carri nemici era di modificare l'affusto in modo che i tempi di messa in batteria e di ripristino dell'ordine di marcia fossero ridotti. Per questo motivo fu sviluppato un cannone che, abbandonato l'affusto cruciforme, adottava per l'88 l'affusto a gambe divaricabili del 10,5 cm leFH 18/40. Il nuovo pezzo aveva due sole ruote (con gommatura piena) e le due gambe con due vomeri destinate a ridurre il rinculo del pezzo. Ne risultò un pezzo estremamente massiccio, del peso di 4380 kg in ordine di combattimento. Ben presto il cannone, a causa del grande scudo di protezione dei serventi, fu soprannominato Scheunetor (porta di stalla). I cartocci proietto più pesanti arrivavano a 23 kg di peso e le nubi di fumo generate all'atto dello sparo, molto dense, indicavano chiaramente la posizione del pezzo al nemico e oscuravano i mirini ottici quando il pezzo veniva brandeggiato per impegnare un bersaglio differente. La penetrazione dei colpi, comunque, era nettamente superiore a quella di qualsiasi cannone di pari calibro. Dal rapporto di un ufficiale tedesco non identificato:
(John Norris, op. cit., p. 34)

## 8,8 cm KwK 36
Questo cannone fu derivato direttamente dall'8,8 cm FlaK 36 per essere installato sul Panzer VI Tiger I. La lunghezza della canna era sempre 56 calibri, tuttavia, per rendere il pezzo compatibile con l'uso ristretto entro la torretta di un carro armato, il meccanismo di otturazione era stato riprogettato a somiglianza di quello del 7,5 cm KwK 40 (il cannone dei Panzer IV Ausf. F2 e G) e i meccanismi di bilanciamento e di ammortizzazione del rinculo erano stati notevolmente modificati. L'aspetto esterno era notevolmente cambiato per la presenza, ora necessaria, di un freno di bocca.
L'unico veicolo armato con questo cannone fu il Tiger I.

## 8,8 cm KwK 43
Quando fu richiesto un cannone più potente del KwK 36 l'Ispettorato per le Armi decise di sviluppare una versione per veicoli del PaK 43, quindi fu studiato un cannone per carri con la canna lunga 71 calibri che sparasse gli stessi proiettili del FlaK 41, dato che i 23 kg del proietto per PaK 43/41 non potevano essere maneggiati nello spazio ristretto di un veicolo. Il meccanismo di otturazione fu semplificato rispetto a quello del KwK 36, conservando invece gli stessi meccanismi di bilanciamento e di ammortizzazione del predecessore. Questo cannone fu il pezzo più potente montato su carri armati tedeschi operativi nel corso della Seconda guerra mondiale.
L'unico carro armato ad utilizzare questo cannone fu il Panzer VI Tiger II, tuttavia la maggior parte di questi pezzi fu utilizzata per semoventi cacciacarri armati con cannone da 88 mm, e precisamente: il Ferdinand, il Nashorn e lo Jagdpanzer V Jagdpanther.
Il Ferdinand, poi modificato e rinominato Elefant, utilizzava lo scafo del Tiger I progettato da Ferdinand Porsche che, nonostante fosse stato costruito in circa 90 esemplari, non aveva vinto il concorso contro lo scafo Henschel: sugli scafi già costruiti, fu montata una casamatta prismatica armata con il KwK 43. Nel suo battesimo del fuoco a Kursk il Ferdinand non diede i risultati sperati, soprattutto per la mancanza di un armamento che lo proteggesse dalla fanteria. Ritirato dal fronte orientale, fu usato sul fronte italiano e nella difesa di Budapest.
Il Nashorn (rinoceronte) era un cacciacarri sullo scafo dell'Hummel, cioè su uno scafo Panzer IV modificato con struttura aperta superiormente e con blindatura leggera frontale e laterale. Il Nashorn operò a partire dal 1943 sia sul fronte orientale sia sul fronte occidentale, fino alla fine della guerra.
Ultimo veicolo ad usare questo cannone fu lo Jagdpanther (pantera cacciatrice), un veicolo su scafo Panzer V Panther con il cannone in casamatta. La protezione, studiata con estrema cura, si basava più sull'inclinazione delle piastre della corazzatura che sul loro spessore. La validità di questa soluzione è messa bene in evidenza dal fatto che l'inclinazione delle piastre frontali del Leopard 1, costruito in Germania Ovest negli anni '70 del XX secolo, era uguale a quella già adottata sullo Jagdpanther. Lo Jagdpanther fu uno dei veicoli meglio riusciti di tutta la guerra, ma a causa dei cronici problemi di approvvigionamento di materiali fu costruito in un numero limitato di esemplari, assegnati solo ad equipaggi già esperti: operò fino agli ultimi giorni della guerra con i Panzerjäger Abteilungen (battaglioni cacciacarri) 559° e 654°.